# Castorano
Castorano là một đô thị ở tỉnh Ascoli Piceno ở vùng Marche, khoảng 80 km về phía nam của Ancona và khoảng 13 km về phía đông bắc của Ascoli Piceno. Tại thời điểm ngày 31 tháng 12 năm 2004, đô thị này có dân số 2.157 người và diện tích 14.1 km².
Castorano giáp các đô thị: Ascoli Piceno, Castel di Lama, Colli del Tronto, Monsampolo del Tronto, Offida, Spinetoli.